# (33425) 1999 DP2
1999 DP2 (asteroide 33425) é um asteroide da cintura principal. Possui uma excentricidade de 0.19941840 e uma inclinação de 4.97178º.
Este asteroide foi descoberto no dia 19 de fevereiro de 1999 por Takao Kobayashi em Oizumi.